# The Wall Street Shuffle
The Wall Street Shuffle er en populær sang, skrevet af bandet 10cc i 1974. 

## Instrumentering
- Eric Stewart: Klaver, vokal
- Graham Gouldman: bas, vokal
- Lol Creme: guitar, vokal
- Kevin Godley: trommer, vokal

| Musik | Spire Denne musikartikel er en spire som bør udbygges. Du er velkommen til at hjælpe Wikipedia ved at udvide den. |